# Nanarchaea binnaburra
Nanarchaea binnaburra är en spindelart som först beskrevs av Forster 1955.  Nanarchaea binnaburra ingår i släktet Nanarchaea och familjen Pararchaeidae.
Artens utbredningsområde är Queensland. Inga underarter finns listade i Catalogue of Life.